# Camponotus westermanni
Camponotus westermanni är en myrart som beskrevs av Mayr 1862. Camponotus westermanni ingår i släktet hästmyror, och familjen myror.

## Underarter
Arten delas in i följande underarter:
- C. w. fulvicornis
- C. w. westermanni

## Bildgalleri

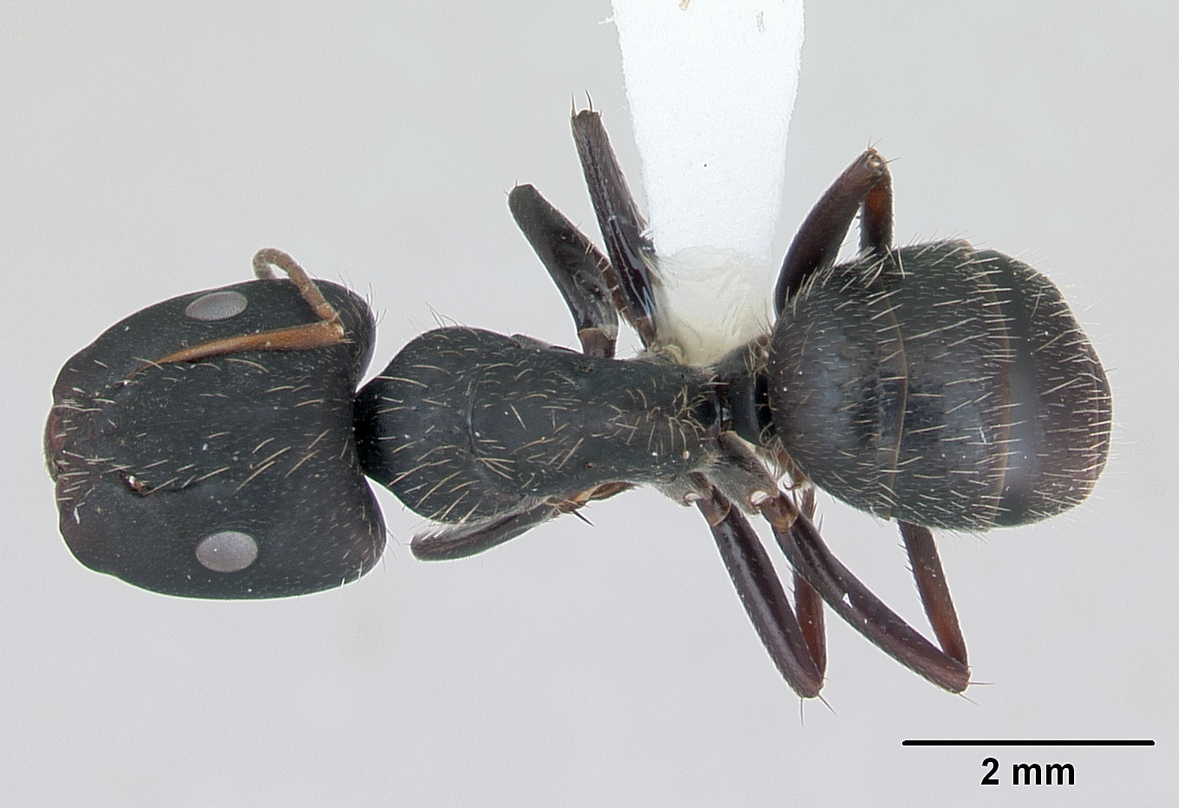
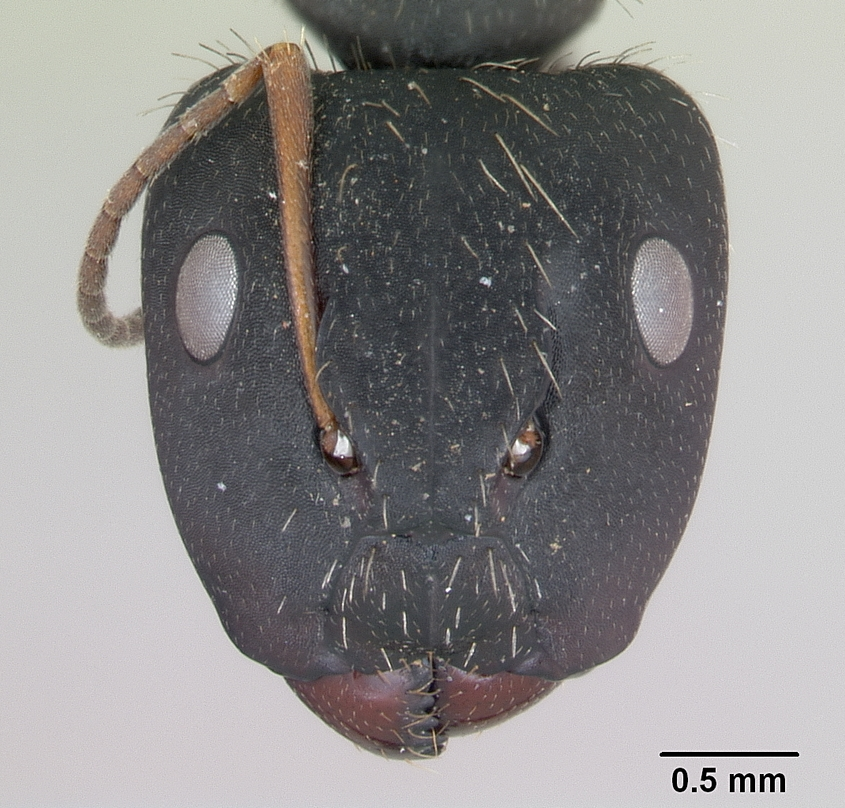
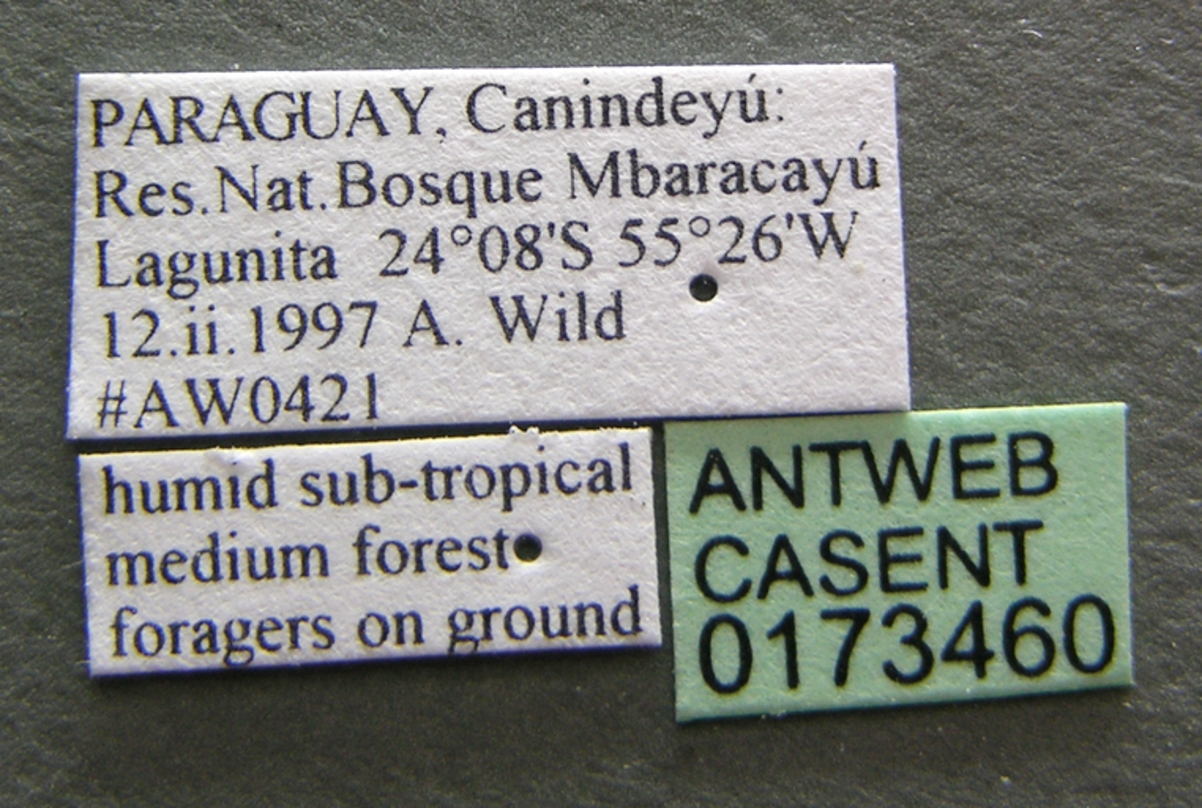
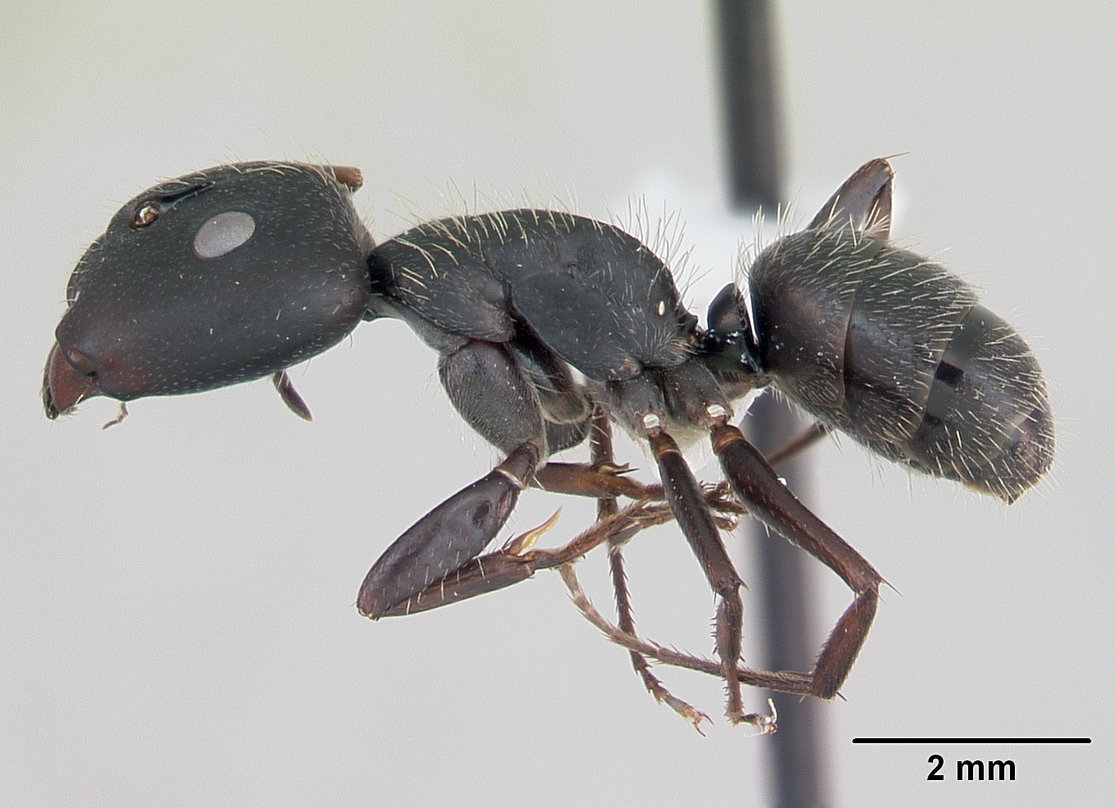